# Olympische Sommerspiele 1952/Teilnehmer (Japan)
| Gelbes Symbol für Goldmedaillen mit stilisierten Olympischen Ringen | Graues Symbol für Silbermedaillen mit stilisierten Olympischen Ringen | Braundes Symbol für Bronzemedaillen mit stilisierten Olympischen Ringen |
| ------------------------------------------------------------------- | --------------------------------------------------------------------- | ----------------------------------------------------------------------- |
| 1                                                                   | 6                                                                     | 2                                                                       |

Japan nahm an den Olympischen Sommerspielen 1952 in der finnischen Hauptstadt Helsinki mit 69 Sportlern, 11 Frauen und 58 Männern, an 60 Wettkämpfen in 13 Sportarten teil.
Seit 1912 war es die siebte Teilnahme eines japanischen Teams an Olympischen Sommerspielen.
Jüngster Athlet war der Schwimmer Shizue Miyabe (13 Jahre und 358 Tage), ältester Athlet war der Fechter Shinichi Maki (35 Jahre und 128 Tage).

## Flaggenträger
Der Stabhochspringer Bunkichi Sawada trug die Flagge Japans während der Eröffnungsfeier im Olympiastadion.

## Medaillengewinner
Mit einer gewonnenen Gold-, sechs Silber- und zwei Bronzemedaillen belegte das japanische Team Platz 17 im Medaillenspiegel.

### Gold
| Name           | Sportart | Wettkampf     |
| -------------- | -------- | ------------- |
| Shōhachi Ishii | Ringen   | Bantamgewicht |

### Silber
| Name/n                                                            | Sportart  | Wettkampf                |
| ----------------------------------------------------------------- | --------- | ------------------------ |
| Tōru Gotō, Yoshihiro Hamaguchi, Hiroshi Suzuki & Teijirō Tanikawa | Schwimmen | 4 × 200 m Freistil       |
| Shirō Hashizume                                                   | Schwimmen | 1500 m Freistil          |
| Hiroshi Suzuki                                                    | Schwimmen | 100 m Freistil           |
| Masao Takemoto                                                    | Turnen    | Pferdesprung             |
| Tadao Uesako                                                      | Turnen    | Bodenturnen              |
| Yūshū Kitano                                                      | Ringen    | Freistil, Fliegengewicht |

### Bronze
| Name         | Sportart | Wettkampf    |
| ------------ | -------- | ------------ |
| Takashi Ono  | Turnen   | Pferdesprung |
| Tadao Uesako | Turnen   | Pferdesprung |

## Teilnehmer nach Sportarten

### Boxen
Fliegengewicht (bis 51 kg)
- Yoshitaro Nagata
1. Runde: ausgeschieden gegen Mircea Dobrescu aus Rumänien durch Punktrichterentscheidung (1:2)
Rang 16

Federgewicht (bis 57 kg)
- Toshihito Ishimaru
1. Runde: ausgeschieden gegen Pedro Galasso aus Brasilien durch Punktrichterentscheidung (0:3)
Rang 17

### Fechten
Florett Einzel
- Shinichi Maki
1. Runde: in Gruppe 4 zwei Duelle gewonnen, vier verloren und 27 Treffer erhalten; Rang 6, nicht für die 2. Runde qualifiziert

Degen Einzel
- Shinichi Maki
1. Runde: in Gruppe 7 ein Duell gewonnen, sechs verloren und 20 Treffer erhalten; Rang 8, nicht für die 2. Runde qualifiziert

Säbel Einzel
- Shinichi Maki
1. Runde: in Gruppe 7 kein Duell gewonnen, sechs verloren und 30 Treffer erhalten; Rang 7, nicht für die 2. Runde qualifiziert

### Gewichtheben
Bantamgewicht (bis 56 kg)
- Isamu Shiraishi (56,00 kg)
Finale: ohne gültigen Versuch

### Leichtathletik

#### Männer
100 m
- Tomio Hosoda
Vorläufe: in Lauf 6 (Rang 2) mit 11,0 s (handgestoppt) bzw. 11,14 s (elektronisch) für die Viertelfinalläufe qualifiziert
Viertelfinale: in Lauf 4 (Rang 4) mit 10,8 s (handgestoppt) bzw. 11,03 s (elektronisch) nicht für die Halbfinalläufe qualifiziert
- Masaji Tajima
Vorläufe: in Lauf 2 (Rang 6) mit 11,1 s (handgestoppt) bzw. 11,29 s (elektronisch) nicht für die Viertelfinalläufe qualifiziert

200 m
- Tomio Hosoda
Vorläufe: in Lauf 12 (Rang 2) mit 22,2 s (handgestoppt) bzw. 22,36 s (elektronisch) für die Viertelfinalläufe qualifiziert
Viertelfinale: in Lauf 6 (Rang 6) mit 22,3 s (handgestoppt) bzw. 22,49 s (elektronisch) nicht für die Halbfinalläufe qualifiziert

400 m
- Junkichi Matoba
Vorläufe: in Lauf 6 (Rang 3) mit 49,4 s (handgestoppt) bzw. 49,57 s (elektronisch) nicht für die Viertelfinalläufe qualifiziert

800 m
- Yoshitaka Muroya
Vorläufe: in Lauf 8 (Rang 4) mit 1:54,0 min (handgestoppt) nicht für die Halbfinalläufe qualifiziert

5000 m
- Osamu Inoue
Vorläufe: in Lauf 1 (Rang 12) mit 14:59,0 min (handgestoppt) nicht für das Finale qualifiziert

Marathon, 27. Juli 1952, 15.25 Uhr
- Katsuo Nishida
2:36:19,0 h (+ 13:15,8 min), Rang 25
- Yoshitaka Uchikawa
Rennen nicht beendet
- Keizo Yamada
2:38:11,2 h (+ 15:08,0 min), Rang 26

110 m Hürden
- Michitaka Kinami
Vorläufe: in Lauf 4 (Rang 3) mit 49,4 s (handgestoppt) bzw. 49,57 s (elektronisch) nicht für die Halbfinalläufe qualifiziert

400 m Hürden
- Eitaro Okano
Vorläufe: in Lauf 1 (Rang 3) mit 54,2 s (handgestoppt) bzw. 54,42 s (elektronisch) für die Viertelfinalläufe qualifiziert
Viertelfinale: in Lauf 4 (Rang 6) mit 54,4 s (handgestoppt) bzw. 54,42 s (elektronisch) nicht für die Halbfinalläufe qualifiziert

3000 m Hindernis
- Susumu Takahashi
Vorläufe: in Lauf 2 (Rang 9) mit 9:21,6 min (handgestoppt) nicht für das Finale qualifiziert

4 × 400 m Staffel
- Junkichi Matoba, Yoshitaka Muroya, Eitaro Okano & Hiroshi Yamamoto
Vorläufe: in Lauf 1 (Rang 7) mit 3:20,3 min (handgestoppt) bzw. 3:20,55 min (elektronisch) nicht für das Finale qualifiziert

Stabhochsprung
- Bunkichi Sawada
Qualifikation, Gruppe B: 4,00 m, Rang 11, Gesamtrang 18, für das Finale qualifiziert
3,80 m: gültig, ohne Fehlversuch
3,90 m: gültig, ein Fehlversuch
4,00 m: gültig, ein Fehlversuch
Finale: 4,20 m, Rang 6
3,60 m: ausgelassen
3,80 m: gültig, ohne Fehlversuch
3,95 m: gültig, zwei Fehlversuche
4,10 m: gültig, ohne Fehlversuch
4,20 m: gültig, ohne Fehlversuch
4,30 m: ungültig, drei Fehlversuche

Weitsprung
- Masaji Tajima
Qualifikation, Gruppe B: 7,13 m, Rang 3, Gesamtrang 8, für das Finale qualifiziert
1. Sprung: 7,04 m
2. Sprung: ungültig
3. Sprung: 7,13 m
Finale: 7,00 m, Rang 10
1. Sprung: ungültig
2. Sprung: 7,00 m
3. Sprung: ungültig

Dreisprung
- Keizo Hasegawa
Qualifikation, Gruppe A: 14,39 m, Rang 11, Gesamtrang 20, nicht für das Finale qualifiziert
1. Sprung: ungültig
2. Sprung: 14,39 m
3. Sprung: 14,18 m
- Yoshio Iimuro
Qualifikation, Gruppe A: 14,81 m, Rang 5, Gesamtrang 6, für das Finale qualifiziert
1. Sprung: 14,81 m
2. Sprung: ausgelassen
3. Sprung: ausgelassen
Finale: 14,99 m, Rang 6
1. Sprung: 14,99 m
2. Sprung: ungültig
3. Sprung: ungültig
4. Sprung: ungültig
5. Sprung: 14,66 m
6. Sprung: 13,70 m
- Tadashi Yamamoto
Qualifikation, Gruppe B: 14,60 m, Rang 6, Gesamtrang 12, für das Finale qualifiziert
1. Sprung: 13,90 m
2. Sprung: 14,30 m
3. Sprung: 14,60 m
Finale: 14,57 m, Rang 14, nicht für das Finale der besten sechs Springer qualifiziert
1. Sprung: ungültig
2. Sprung: ungültig
3. Sprung: 14,57 m

#### Frauen
100 m
- Ayako Yoshikawa
Vorläufe: in Lauf 5 (Rang 5) mit 12,6 s (handgestoppt) bzw. 13,00 s (elektronisch) nicht für die Viertelfinalläufe qualifiziert

80 m Hürden
- Miyo Miyashita
Vorläufe: in Lauf 1 (Rang 3) mit 11,8 s (handgestoppt) bzw. 12,06 s (elektronisch) nicht für die Halbfinalläufe qualifiziert

Weitsprung
- Ayako Yoshikawa
Qualifikation, Gruppe B: 5,34 m, Rang 13, Gesamtrang 22, für das Finale qualifiziert
1. Sprung: 5,34 m
2. Sprung: ausgelassen
3. Sprung: ausgelassen
Finale: 5,54 m, nicht für das Finale der besten sechs Springerinnen qualifiziert, Rang 16
1. Sprung: 5,54 m
2. Sprung: ungültig
3. Sprung: 5,38 m

Diskuswurf
- Ko Nakamura-Yoshino
Qualifikation: 39,75 m, Rang 8, für das Finale qualifiziert
1. Wurf: 39,75 m
2. Wurf: ausgelassen
3. Wurf: ausgelassen
Finale: 43,81 m, Rang 4
1. Wurf: 41,71 m
2. Wurf: 42,67 m
3. Wurf: 37,15 m
4. Wurf: 41,58 m
5. Wurf: 43,81 m
6. Wurf: 42,02 m

### Radsport
Bahn
Sprint
- Kihei Tomioka
Vorläufe: in Lauf 4 (Rang 3) für die Hoffnungsläufe qualifiziert
Hoffnungsläufe: in Lauf 2 (Rang 4) nicht für die Viertelfinalläufe qualifiziert

1000 m Zeitfahren
- Tadashi Katō
Finale: 1:23,2 min (+ 12,1 s), Rang 26

Tandem
- Tamotsu Chikanari & Kihei Tomioka
Vorläufe: in Lauf 2 (Rang 2) für die Hoffnungsläufe qualifiziert
Hoffnungsläufe: in Lauf 3 (Rang 2) nicht für die Viertelfinalläufe qualifiziert

4000 m Mannschaftsverfolgung
- Tamotsu Chikanari, Tadashi Katō, Masazumi Tajima & Kihei Tomioka
Qualifikation: 5:13,4 min (+ 23,6 s), Rang 19, nicht für das Finale qualifiziert

Straßenrennen (190,4 km)
Einzelwertung
- Tamotsu Chikanari
Rennen nicht beendet
- Tadashi Katō
Rennen nicht beendet
- Masazumi Tajima
Rennen nicht beendet
- Kihei Tomioka
Rennen nicht beendet

Mannschaftswertung
- Tamotsu Chikanari, Tadashi Kato, Masazumi Tajima & Kihei Tomioka
Rennen nicht beendet

### Reiten
Springreiten Einzel
- Toshiaki Kitai
Finale: 62,00 Strafpunkte, Rang 45
1. Runde: 50,00 Strafpunkte, Rang 48
2. Runde: 12,00 Strafpunkte, Rang 25

### Ringen
Freistil
Fliegengewicht (bis 52 kg)
- Yūshū Kitano
Rang 2 
1. Runde: 3:0-Sieg gegen Rolf Johansson aus Schweden
2. Runde: Schultersieg gegen Mohamed Abdel Hamid El-Ward aus Ägypten
3. Runde: Schultersieg gegen Rodolfo Dávila aus Mexiko
4. Runde: Schultersieg gegen Louis Baise aus Südafrika
5. Runde: 0:3-Niederlage gegen Hasan Gemici aus der Türkei
Finalrunde: 3:0-Sieg gegen Mahmoud Mollaghasemi aus dem Iran

Bantamgewicht (bis 57 kg)
- Shōhachi Ishii
Rang 1 
1. Runde: 3:0-Sieg gegen Tauno Jaskari aus Finnland
2. Runde: Schultersieg gegen Ken Irvine aus Großbritannien
3. Runde: 3:0-Sieg gegen Cemil Sarıbacak aus der Türkei
4. Runde: 2:1-Sieg gegen Ferdinand Schmitz aus Deutschland
5. Runde: 3:0-Sieg gegen Edvin Vesterby aus Schweden
6. Runde: 3:0-Sieg gegen Khashaba Jadhav aus Indien
Finalrunde: 3:0-Sieg gegen Rəşid Məmmədbəyov aus der Sowjetunion

Federgewicht (bis 62 kg)
- Risaburo Tominaga
nach Runde 5 mit sieben Minuspunkten ausgeschieden, Rang 5
1. Runde: Schultersieg gegen Marco Antonio Girón aus Guatemala
2. Runde: Niederlage gegen Rauno Mäkinen aus Finnland (Schultersieg des Gegners)
3. Runde: Schultersieg gegen Armand Bernard aus Kanada
4. Runde: 3:0-Sieg gegen Géza Hoffmann aus Ungarn
5. Runde: 1:2-Niederlage gegen Nasser Givehchi aus dem Iran

Leichtgewicht (bis 67 kg)
- Takeo Shimotori
nach Runde 4 mit sechs Minuspunkten ausgeschieden, Rang 6
1. Runde: 3:0-Sieg gegen Bjørn Larsson aus Norwegen
2. Runde: 3:0-Sieg gegen Mohamed Badr aus Ägypten
3. Runde: 3:0-Sieg gegen Richard Garrard aus Australien
4. Runde: Niederlage gegen Olle Anderberg aus Schweden (Schultersieg des Gegners)

Weltergewicht (bis 73 kg)
- Tsugio Yamazaki
nach Runde 4 mit sechs Minuspunkten ausgeschieden, Rang 5
1. Runde: 2:1-Sieg gegen Jean-Baptiste Leclerc aus Frankreich
2. Runde: 3:0-Sieg gegen Donald Irvine aus Großbritannien
3. Runde: 2:1-Sieg gegen Cyril Martin aus Südafrika
4. Runde: 0:3-Niederlage gegen Abdollah Mojtabavi aus dem Iran

### Rudern
Vierer mit Steuermann
- Ryūji Gotō, Kazuo Kanda, Tamatsu Kogure, Kōsuke Matsuo & Toshiya Takeuchi
Vorläufe: in Lauf 3 (Rang 4) mit 7:29,8 min (+ 13,2 s) für die Hoffnungsläufe qualifiziert
Hoffnungsläufe: in Lauf 1 (Rang 3) mit 7:13,9 min (+ 7,9 s) nicht für die Halbfinalläufe qualifiziert

### Schießen
Kleinkaliber liegend
- Yukio Inokuma
Finale: 396 Punkte, 26 Volltreffer, Rang 17
1. Runde: 100 Punkte, Rang 07
2. Runde: 098 Punkte, Rang 26
3. Runde: 099 Punkte, Rang 25
4. Runde: 099 Punkte, Rang 22

### Schwimmen

#### Männer
100 m Freistil
- Tōru Gotō
Vorläufe: in Lauf 8 (Rang 1) mit 58,3 s für die Halbfinalläufe qualifiziert
Halbfinale: in Lauf 3 (Rang 3) mit 58,3 s für das Stechen qualifiziert
Halbfinale (Stechen): mit 58,5 s als erstplatzierter für das Finale qualifiziert
Finale: 58,5 s, Rang 4
- Yoshihiro Hamaguchi
Vorläufe: in Lauf 1 (Rang 1) mit 58,0 s für das Halbfinale qualifiziert
Halbfinale: in Lauf 1 (Rang 3) mit 58,3 s für das Stechen qualifiziert
Halbfinale (Stechen): mit 59,1 s als drittplatzierter ausgeschieden
- Hiroshi Suzuki
Vorläufe: in Lauf 4 (Rang 2) mit 58,0 s für das Halbfinale qualifiziert
Halbfinale: in Lauf 2 (Rang 2) mit 58,0 s für das Finale qualifiziert
Finale: 57,4 s, Rang 2

400 m Freistil
- Hironoshin Furuhashi
Vorläufe: in Lauf 2 (Rang 1) mit 4:43,3 min für die Halbfinalläufe qualifiziert
Halbfinale: in Lauf 3 (Rang 3) mit 4:44,2 min für das Finale qualifiziert
Finale: 4:42,1 min, Rang 8
- Yasuo Tanaka
Vorläufe: in Lauf 1 (Rang 2) mit 4:44,3 min für die Halbfinalläufe qualifiziert
Halbfinale: in Lauf 2 (Rang 2) mit 4:44,9 min nicht für das Finale qualifiziert
- Yoshio Tanaka
Vorläufe: in Lauf 8 (Rang 3) mit 4:54,0 min für die Halbfinalläufe qualifiziert
Halbfinale: in Lauf 1 (Rang 7) mit 4:48,0 min nicht für das Finale qualifiziert

1500 m Freistil
- Yukiyoshi Aoki
Vorläufe: in Lauf 3 (Rang 3) mit 19:27,0 min nicht für das Finale qualifiziert
- Shirō Hashizume
Vorläufe: in Lauf 1 (Rang 1) mit 18:34,0 min für das Finale qualifiziert
Finale: 18:41,4 min, Rang 2
- Yasuo Kitamura
Vorläufe: in Lauf 6 (Rang 3) mit 19:10,3 min für das Finale qualifiziert
Finale: 19:00,4 min, Rang 6

100 m Rücken
- Norihiko Kurahashi
Vorläufe: in Lauf 1 (Rang 4) mit 1:10,7 min nicht für die Halbfinalläufe qualifiziert
- Yasumasu Nishino
Vorläufe: in Lauf 2 (Rang 2) mit 1:10,1 min nicht für die Halbfinalläufe qualifiziert

200 m Brust
- Nobuyasu Hirayama
Vorläufe: in Lauf 5 (Rang 3) mit 2:41,5 min für die Halbfinalläufe qualifiziert
Halbfinale: in Lauf 1 (Rang 3) mit 2:39,1 min für das Finale qualifiziert
Finale: 2:37,4 min, Rang 4
- Takayoshi Kajikawa
Vorläufe: in Lauf 3 (Rang 3) mit 2:39,6 min für die Halbfinalläufe qualifiziert
Halbfinale: in Lauf 2 (Rang 2) mit 2:37,3 min für das Finale qualifiziert
Finale: 2:38,6 min, Rang 5
- Jiro Nagasawa
Vorläufe: in Lauf 2 (Rang 2) mit 2:40,4 min für die Halbfinalläufe qualifiziert
Halbfinale: in Lauf 2 (Rang 4) mit 2:39,0 min für das Finale qualifiziert
Finale: 2:39,1 min, Rang 6

4 × 200 m Freistilstaffel
- Tōru Gotō, Yoshihiro Hamaguchi, Hiroshi Suzuki & Teijirō Tanikawa
Vorläufe: in Lauf 3 (Rang 1) mit 8:42,1 min für das Finale qualifiziert
Finale: 8:33,5 min, Rang 2

#### Frauen
100 m Freistil
- Shizue Miyabe
Vorläufe: in Lauf 5 (Rang 7) mit 1:16,6 min nicht für die Halbfinalläufe qualifiziert
- Fumiko Sakaguchi
Vorläufe: in Lauf 3 (Rang 5) mit 1:14,6 min nicht für die Halbfinalläufe qualifiziert
- Sadako Yamashita
Vorläufe: in Lauf 1 (Rang 6) mit 1:13,2 min nicht für die Halbfinalläufe qualifiziert

400 m Freistil
- Misako Tamura
Vorläufe: in Lauf 5 (Rang 7) mit 5:59,0 min nicht für die Halbfinalläufe qualifiziert
- Sadako Yamashita
Vorläufe: in Lauf 4 (Rang 7) mit 5:48,4 min nicht für die Halbfinalläufe qualifiziert

200 m Brust
- Masayo Aoki
Vorläufe: in Lauf 5 (Rang 5) mit 3:05,6 min nicht für die Halbfinalläufe qualifiziert
- Kazuko Sakamoto
Vorläufe: in Lauf 3 (Rang 3) mit 3:02,7 min für die Halbfinalläufe qualifiziert
Halbfinale: in Lauf 1 (Rang 7) mit 3:04,2 min nicht für das Finale qualifiziert

4 × 100 m Freistilstaffel
- Yasuko Ōishi, Fumiko Sakaguchi, Misako Tamura & Sadako Yamashita
Vorläufe: in Lauf 1 (Rang 6) mit 4:54,0 min (+ 21,5 s) nicht für das Finale qualifiziert

### Segeln
Finn-Dinghy
- Keijiro Kaitoku
Finale: 825 Punkte, Rang 27
1. Rennen: 186 Punkte, 1:36:46 h, Rang 23
2. Rennen: 247 Punkte, 1:51:30 h, Rang 20
3. Rennen: Rennen nicht beendet
4. Rennen: Rennen nicht beendet
5. Rennen: 206 Punkte, 1:34:14 h, Rang 22
6. Rennen: 186 Punkte, 1:30:30 h, Rang 23
7. Rennen: Rennen nicht beendet

### Turnen
Einzelmehrkampf
- Akitomo Kaneko
Finale: 111,30 Punkte (56,30 Punkte Pflicht – 55,00 Punkte Kür), Rang 21
Bodenturnen: 18,55 Punkte (9,30 Punkte Pflicht – 9,25 Punkte Kür), Rang 24
Barren: 19,20 Punkte (9,50 Punkte Pflicht – 9,70 Punkte Kür), Rang 10
Pferdsprung: 18,55 Punkte (9,25 Punkte Pflicht – 9,30 Punkte Kür), Rang 31
Reck: 18,90 Punkte (9,50 Punkte Pflicht – 9,40 Punkte Kür), Rang 19
Ringe: 18,85 Punkte (9,40 Punkte Pflicht – 9,45 Punkte Kür), Rang 19
Seitpferd: 17,25 Punkte (9,35 Punkte Pflicht – 7,90 Punkte Kür), Rang 82
- Tetsumi Nabeya
Finale: 110,10 Punkte (54,25 Punkte Pflicht – 55,85 Punkte Kür), Rang 35
Bodenturnen: 18,75 Punkte (9,30 Punkte Pflicht – 9,45 Punkte Kür), Rang 14
Barren: 18,60 Punkte (9,40 Punkte Pflicht – 9,20 Punkte Kür), Rang 31
Pferdsprung: 18,65 Punkte (9,35 Punkte Pflicht – 9,30 Punkte Kür), Rang 25
Reck: 18,90 Punkte (9,30 Punkte Pflicht – 9,60 Punkte Kür), Rang 19
Ringe: 18,00 Punkte (8,70 Punkte Pflicht – 9,30 Punkte Kür), Rang 69
Seitpferd: 17,20 Punkte (8,20 Punkte Pflicht – 9,00 Punkte Kür), Rang 84
- Takashi Ono
Finale: 112,20 Punkte (56,15 Punkte Pflicht – 56,05 Punkte Kür), Rang 12
Bodenturnen: 19,05 Punkte (9,40 Punkte Pflicht – 9,65 Punkte Kür), Rang 4
Barren: 18,60 Punkte (9,45 Punkte Pflicht – 9,15 Punkte Kür), Rang 31
Pferdsprung: 19,10 Punkte (9,50 Punkte Pflicht – 9,60 Punkte Kür), Rang 3 
Reck: 18,90 Punkte (9,45 Punkte Pflicht – 9,45 Punkte Kür), Rang 19
Ringe: 18,15 Punkte (8,95 Punkte Pflicht – 9,20 Punkte Kür), Rang 63
Seitpferd: 18,40 Punkte (9,40 Punkte Pflicht – 9,00 Punkte Kür), Rang 31
- Masao Takemoto
Finale: 111,65 Punkte (55,50 Punkte Pflicht – 56,15 Punkte Kür), Rang 15
Bodenturnen: 18,85 Punkte (9,55 Punkte Pflicht – 9,30 Punkte Kür), Rang 11
Barren: 17,95 Punkte (9,20 Punkte Pflicht – 8,75 Punkte Kür), Rang 71
Pferdsprung: 19,15 Punkte (9,55 Punkte Pflicht – 9,60 Punkte Kür), Rang 2 
Reck: 18,95 Punkte (9,05 Punkte Pflicht – 9,90 Punkte Kür), Rang 17
Ringe: 19,20 Punkte (9,40 Punkte Pflicht – 9,80 Punkte Kür), Rang 6
Seitpferd: 17,55 Punkte (9,15 Punkte Pflicht – 8,40 Punkte Kür), Rang 69
- Tadao Uesako
Finale: 111,65 Punkte (55,50 Punkte Pflicht – 56,15 Punkte Kür), Rang 15
Bodenturnen: 19,15 Punkte (9,20 Punkte Pflicht – 9,95 Punkte Kür), Rang 2 
Barren: 18,50 Punkte (9,10 Punkte Pflicht – 9,40 Punkte Kür), Rang 38
Pferdsprung: 19,10 Punkte (9,55 Punkte Pflicht – 9,55 Punkte Kür), Rang 3 
Reck: 18,55 Punkte (9,35 Punkte Pflicht – 9,20 Punkte Kür), Rang 35
Ringe: 18,35 Punkte (9,40 Punkte Pflicht – 8,95 Punkte Kür), Rang 50
Seitpferd: 18,00 Punkte (8,90 Punkte Pflicht – 9,10 Punkte Kür), Rang 47

Mannschaftsmehrkampf
- Akitomo Kaneko, Tetsumi Nabeya, Takashi Ono, Masao Takemoto und Tadao Uesako
Finale: 556,90 Punkte (- 17,45 Punkte), Rang 5

### Wasserspringen

#### Männer
Kunstspringen 3 m
- Katsuichi Mori
Qualifikation: 65,23 Punkte, Rang 15
1. Sprung: 11,56 Punkte, Rang 08
2. Sprung: 08,16 Punkte, Rang 29
3. Sprung: 10,45 Punkte, Rang 23
4. Sprung: 11,22 Punkte, Rang 07
5. Sprung: 12,06 Punkte, Rang 16
6. Sprung: 11,78 Punkte, Rang 18

Turmspringen
- Katsuichi Mori
Qualifikation: 58,65 Punkte, Rang 29
1. Sprung: 10,07 Punkte, Rang 18
2. Sprung: 11,05 Punkte, Rang 16
3. Sprung: 07,92 Punkte, Rang 30
4. Sprung: 11,56 Punkte, Rang 06
5. Sprung: 04,48 Punkte, Rang 31
6. Sprung: 13,57 Punkte, Rang 11

#### Frauen
Kunstspringen 3-Meter-Brett
- Masami Miyamoto
Qualifikation: 46,88 Punkte, Rang 15
1. Sprung: 07,65 Punkte, Rang 15
2. Sprung: 09,12 Punkte, Rang 12
3. Sprung: 11,02 Punkte, Rang 10
4. Sprung: 10,45 Punkte, Rang 08
5. Sprung: 08,64 Punkte, Rang 13

Turmspringen
- Masami Miyamoto
Qualifikation: 36,24 Punkte, Rang 11
1. Sprung: 07,84 Punkte, Rang 14
2. Sprung: 07,20 Punkte, Rang 14
3. Sprung: 11,34 Punkte, Rang 06
4. Sprung: 09,86 Punkte, Rang 07